# النساء في أعمال شكسبير
النساء في أعمال شكسبير هي موضوع تتضمنه المناقشة العامة لأعمال شكسبير الدرامية والشعرية. إذ تظهر النساء كشخصيات داعمة ومركزية في مسرحيات شكسبير، وهذه الشخصيات وكذلك ما يطلق عليه «السيدة الغامضة» في السونيتات قد أثارت قدرًا هائلاً من النقد، والذي حصل على مزيد من الزخم خلال الموجة الثانية من دعوى المساواة بين الجنسين في الستينيات. وهناك عدد كبير من الدراسات المنشورة في كتب والمقالات الأكاديمية التي تبحث في هذا الموضوع.
هناك العديد من أقمار أورانوس تمت تسميتها بأسماء نساء في أعمال شكسبير.

## علم التأريخ

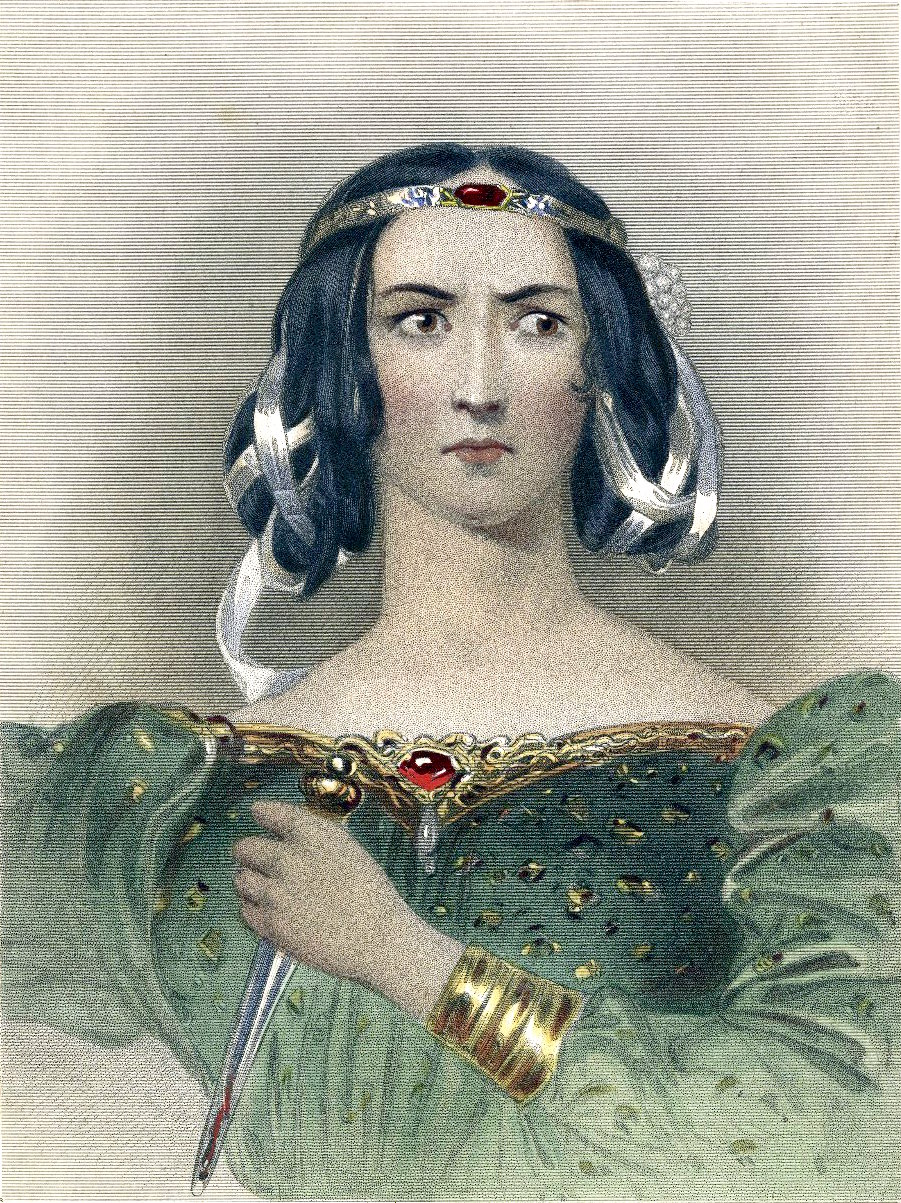
ليدي مكبث

### نقد القرن التاسع عشر
ركز النقد المبكر للشخصيات الأنثوية في دراما شكسبير على الخصائص الإيجابية التي يضفيها الكاتب المسرحي عليها وكثيرًا ما زعم النقاد أن شكسبير قد جسد "جوهر" الأنوثة بشكل واقعي. زعمت هيلين زيميرن، في مقدمة الترجمة الإنجليزية لدراسة لويس ليويس عن النساء في أعمال شكسبير The Women of Shakespeare عام 1895 أنه من بين الشخصيات الدرامية لشكسبير، فإن النساء التي صورها ربما تكون الأكثر جاذبية، وكذلك من ناحية أخرى فإنهن يمثلن أكثر إبداعاته أصالة، فهن مختلفات للغاية ككل عن الأفكار من النوع النسائي السائدة في أدب عصره."
بل إن ليويس نفسه يستخدم نغمة مشابهة من المدح في النتيجة التي وصل إليها: «إن العصا السحرية لهذا الشاعر غاصت في أعماق طبيعة المرأة، حيث يوجد إلى جوار الحب والعاطفة الشديدة عواطف رهيبة تلعب أدوارها الخطيرة والقاتلة.»
وهذه الفترة المبكرة للنساء في أعمال شكسبير، والتي تنتهي ببداية القرن العشرين، تتسم بأسلوب ومعاملة تقليدية للغاية إلى جانب التأكيد على الخضوع الأنثوي. يستنتج محررو مجموعة صدرت عام 1983 تسمى The Woman's Part، تعمل على توثيق ثلاثة كتب من تأليف كاتبات نساء من القرن التاسع عشر (كتاب رسمي، بعنوان Shakespeare's Heroines من تأليف آنا جيمسون، والذي تم نشره في الأصل عام 1832، وترجمتين خياليتين في القصة لاثنتين من بطلات شكسبير من عام 1885) أن هذه الانتقادات المبكرة «غير واضحة» عندما تتصرف بطلات شكسبير بطريقة «غير نسائية» وأن التعديلات التي أجريت على قصصهم «تمدح اللطف النسائي والتواضع بأسلوب يبدو مبالغًا فيه للغاية في عالم اليوم.» ويقولون إن هذه التعديلات عبارة عن «قيود ناتجة عن أسباب ثقافية» في جانب النقاد والمؤلفين من النساء ممن يدرسن شخصيات شكسبير النسائية ويعملن على تعديلها.

### النقد الحديث
يتبنى النقاد الحديثون مناهج متنوعة حول هذا الموضوع. فبالنسبة للنقاد النساء المتأثرات بـالأنثوية الفرنسية، ثبتت جدوى تحليل الجسم الأنثوي في مسرحيات شكسبير. فعلى سبيل المثال تركز كارول شيلينجتون روتر، مؤلفة كتاب Enter the Body: Women and Representation on Shakespeare's Stage (عام 2001) على جسم كورديليا بينما يحملها والدها الملك لير إلى المنصة، وعلى جسم أوفيليا في المقبرة، وعلى أجسام السيدتين المستلقيتين على السرير في نهاية عطيل، «إنها مسرحية تدمر النساء.» 

## شخصيات أنثوية بارزة
- بياتريس، في جعجعة بلا طحن Much Ado About Nothing
- كليوباترا في أنطونيو وكيلوباترا Antony and Cleopatra
- كورديليا في الملك لير [[King Lear
- كريسيدا، في ترويلوس وكريسيدا  Troilus and Cressida
- ديدمونة في عطيل عطيل
- جونيريل، في الملك لير King Lear
- هيرميا في حلم ليلة صيف A Midsummer Night's Dream
- هيرو، في جعجعة بلا طحن Much Ado About Nothing
- هيرميون، في حكاية شتاء A Winter's Tale
- إموجين، في سيمبيلين Cymbeline
- إيزابيلا، في دقة بدقة Measure for Measure
- جوليا، في سيدان من فيرونا The Two Gentlemen of Verona
- جولييت، في روميو وجولييت Romeo and Juliet
- كاثرينا، في ترويض الشرسة The Taming of the Shrew
- السيدة ماكبث، في ماكبث Macbeth
- لافينيا أندرونيكوس، في تيتوس أندرونيكوس Titus Andronicus
- ميراندا، في العاصفة The Tempest
- أوليفيا، في الليلة الثانية عشرة Twelfth Night
- فولومنيا في كوريولانوس Coriolanus
- أوفيليا، في هاملت Hamlet
- بورشيا، في تاجر البندقية The Merchant of Venice
- أميرة فرنسا، في خاب سعي العشاق Love's Labour's Lost
- ريجان في الملك لير King Lear
- روزاليند، في كما تحب As You Like It
- الساحرات الثلاث، في ماكبث Macbeth
- تيتانيا، في حلم ليلة صيف A Midsummer Night's Dream
- فيولا، في الليلة الثانية عشرة Twelfth Night

## قائمة المصادر
- Dusinberre، Juliet (1996). Shakespeare and the nature of women. Palgrave Macmillan. ISBN:978-0-312-15973-3. مؤرشف من الأصل في 2014-01-01.
- Weber، Harold (1986). The restoration rake-hero: transformations in sexual understanding in seventeenth-century England. University of Wisconsin Press. ISBN:978-0-299-10690-4.

## وصلات خارجية
- Lewis، Liz (نوفمبر 2001). "Shakespeare's Women". مؤرشف من الأصل في 2019-06-03.
- "Queen Victoria, Shakespeare, and the Ideal Women". Folger Shakespeare Library. 2008. مؤرشف من الأصل في 2014-09-19.